# Губерт Сполетський
Губерт або Гумберт (італ. Uberto; †967 або 970) — герцог Сполетський з 943. Був незаконно народженим сином короля Італії Гуго Арльського та його співжительки Вандельмоди. Батько призначив його маркграфом Тосканським між 935 і 937, після зміщення його дядька Бозо. У 941 став палатином і герцогом Сполетським у 942 або 943, після Сарліоне, якого змістили за убивство попереднього герцога Анскара.
Губерт був наймогутнішим васалом короля Беренгара II. Губерт і Папа Римський Іванн XII запросили Оттона I, короля Німеччини, щоб відібрати трон у некомпетентного Беренгара II.
У 945 або 946 Губерт втратив трон герцога Сполетського, а 13 лютого 962 титул маркграфа Тосканського.

## Родина
Дружина — Віллі, дочка Боніфація I Сполетського.
Діти:
- Гуго — маркграф Тосканський
- Вальдрада — дружина П'єтро IV Кандьяно, дожа Венеції
- Берта — дружина Ардуїна I Іврейського
- Вілла — дружина Тедальда Каносського